# Andrej Nowakow
Andrej Nowakow, bułg. Андрей Новаков (ur. 7 lipca 1988 w Pazardżiku) – bułgarski polityk, poseł do Parlamentu Europejskiego VIII, IX i X kadencji.

## Życiorys
Uzyskał licencjat z zakresu administracji publicznej i magisterium z prawa europejskiego. W 2011 został zatrudniony w urzędzie miejskim Błagojewgradu. Zaangażował się w działalność polityczną w ramach ugrupowania Obywatele na rzecz Europejskiego Rozwoju Bułgarii (GERB) i jego organizacji młodzieżowej. W 2012 został wiceprzewodniczącym studenckiego zrzeszenia European Democrat Students, afiliowanego przy Europejskiej Partii Ludowej.
W wyborach w 2014 z listy swojej partii kandydował do Europarlamentu. Mandat poselski objął 24 listopada 2014 w miejsce Tomisława Donczewa. W PE VIII kadencji dołączył do grupy chadeckiej. Z powodzeniem ubiegał się o reelekcję w 2019 i 2024.